# T-34 (phim)
T-34 (tiếng Nga: Т-34, tựa Việt: Chiến tăng huyền thoại) là một bộ phim chiến tranh do Nga phát hành năm 2019, do Mitchsey Sidorov làm đạo diễn. Đây là một trong các phim có nội dung lấy cảm hứng từ xe tăng T-34, loại xe tăng hạng trung lừng danh của Liên Xô trong Thế chiến thứ hai.
T-34 được phát hành tại Nga bởi Central Partnership vào ngày 1 tháng 1 năm 2019 và cho thuê được chuyển đổi thành định dạng IMAX. Bộ phim được nhiều đánh giá tích cực, được các nhà phê bình khen ngợi chất lượng sản xuất và hiệu ứng hình ảnh. Phim đạt được thành công về mặt thương mại, thu về 2,2 tỷ rúp (khoảng 32 triệu đô la), so với ngân sách sản xuất 600 triệu rúp, chỉ sau một tuần trình chiếu tại các rạp chiếu phim. Nó đứng ở vị trí thứ hai trong danh sách phim bom tấn lớn nhất của Nga với hơn 8,5 triệu người xem và 2 tỷ rúp, và hiện là bộ phim Nga có doanh thu cao thứ hai mọi thời đại.

## Nội dung
Năm 1941, Nikolay Ivushkin (Alexander Petrov đóng), một thiếu úy trẻ, vừa ra chiến trường ngay lập tức được giao nhiệm vụ chỉ huy chiếc xe tăng T-34 duy nhất còn lại của đơn vị cùng với nhiệm vụ nặng nề phải kìm chân quân Đức để phần còn lại của đơn vị rút lui an toàn. Đối đầu với lực lượng quân Đức áp đảo do Đại úy Klaus Jäger (Vinzenz Kiefer đóng) chỉ huy, nhưng bằng trí thông minh và lòng dũng cảm, Nikolay cùng các đồng đội đã gây ra những thiệt hại nặng nề cho quân Đức. Tuy hoàn thành nhiệm vụ, nhưng kíp xe tăng của chỉ còn mỗi Nikolay và lái tăng Stepan Vasilyonok sống sót và bị bắt.
Ba năm sau, Klaus Jäger, lúc này đã là một Đại tá SS đến một trại tập trung để chọn ra những cựu lính tăng Nga để lái những chiếc xe tăng T-34 chiến lợi phẩm, nhằm mục đích huấn luyện thực chiến cho xe tăng Đức. Klaus nhận ra Nikolay, đối thủ cũ của mình, và anh ta đã dùng sinh mạng của người phiên dịch Anya (Irina Starshenbaum đóng) để ép buộc Nikolay phải chấp nhận đề nghị. Tuy biết Jäger muốn sử dụng mình như một con tốt trong trò chơi chiến tranh, Nikolay vẫn chấp nhận thử thách nhưng trong đầu đã phát thảo ra một kế hoạch đào thoát khôn ngoan để về lại với đất mẹ, với đồng đội.

## Diễn viên
- Alexander Petrov: Thiếu úy xe tăng Nikolay Ivushkin
- Vinzenz Kiefer: Đại tá SS Klaus Jäger
- Viktor Dobronravov: Trung sĩ Stepan Vasilyonok
- Irina Starshenbaum: Anya Yartseva
- Yuriy Borisov: Nạp đạn Serafim Ionov
- Anton Bogdanov: Pháo thủ Demyan Volchok

## Sản xuất

### Quay phim
Vào ngày 10 tháng 9 năm 2015, công ty phim Mars Media tuyên bố sẽ khởi động sản xuất bộ phim hành động quân sự đầu tư lớn T-34. Sau đó, nhà sản xuất Leonard Blavatnik, chủ sở hữu của Amedia và Warner Music Studios, cũng tham gia dự án (ông nội của Blavatnik là một cựu chiến binh trong Chiến tranh Vệ quốc vĩ đại). Đội ngũ sản xuất được đánh giá là quy tụ "những nghệ sĩ trẻ giỏi nhất, một đoàn làm phim hạng nhất và kinh nghiệm thành công của một đối tác, Mars Media, và cá nhân Ruben Dishdishyan".
Đạo diễn kiêm biên kịch Alexei Sidorov đặt ra nhiệm vụ "kể câu chuyện về cuộc chiến theo cách để quyến rũ những người trẻ và không gây tranh cãi giữa những người vẫn còn giữ cuộc Chiến tranh Vệ quốc vĩ đại trong ký ức của họ".
Quá trình quay T-34 bắt đầu vào ngày 23 tháng 2 và kéo dài trong 61 ngày. Một số cảnh được quay ở các khu vực Moskva, Kaluga và vùng Moskva, một số khác ở Cộng hòa Séc, Praha, Loket (quận Sokolov), Rudolfinum và Terezin. Về phối cảnh, hơn 25 đại cảnh quy mô đã được xây dựng, trong đó có một ngôi làng Nga và một trại tù nhân chiến tranh. Năm cố vấn lịch sử quân sự đã tham gia vào quá trình làm phim.

### Tiền sản xuất
Trong phim, một số xe tăng bị bắn trong phim, bao gồm cả T-34, là xe tăng thật bị bắn hạ trong chiến tranh. Để quay phim, các xe tăng này thực sự được phục hồi: chúng được thay động cơ, tân trang hình thức vũ khí và tái tạo lại lớp ngụy trang như thời kỳ 1941. Bộ phim cũng cho thấy một số xe hơi của Đức Quốc xã và Liên Xô, như SD. KFZ. 251. Các xe tăng Panther với lớp dán Zimmerit được cải trang từ xe tăng T-55 (dễ dàng phân biệt với năm bánh xe lớn).
Nhà thiếtăng trên đường phố được quay tại thành phố Loket của Séc.

## Phát hành
Bộ phim dự kiến được phát hành vào ngày 27 tháng 12 năm 2018 tại các rạp chiếu phim, nhưng thay vào đó, tuy nhiênm thực tế lại được phát hành vào ngày 1 tháng 1 năm 2019, muộn hơn năm ngày so với kế hoạch, các nhà phân phối như Trung tâm Hợp tác và cho thuê được chuyển đổi sang định dạng IMAX.

### Tiếp thị
T-34 được công chiếu tại Comic-Con Russia 2018, lễ hội văn hóa nhạc pop được tham dự nhiều nhất ở Nga, diễn ra tại Moskva từ ngày 4 đến 7 tháng 10 và một lần nữa đánh bại các kỷ lục tham dự, được tổ chức bởi công ty Trung tâm Hợp tác.

## Tiếp nhận

### Rạp chiếu
Vào ngày đầu tiên trình chiếu, doanh thu phòng vé tại Nga lên tới 111.335.336 rúp.